# Backfire-Antenne

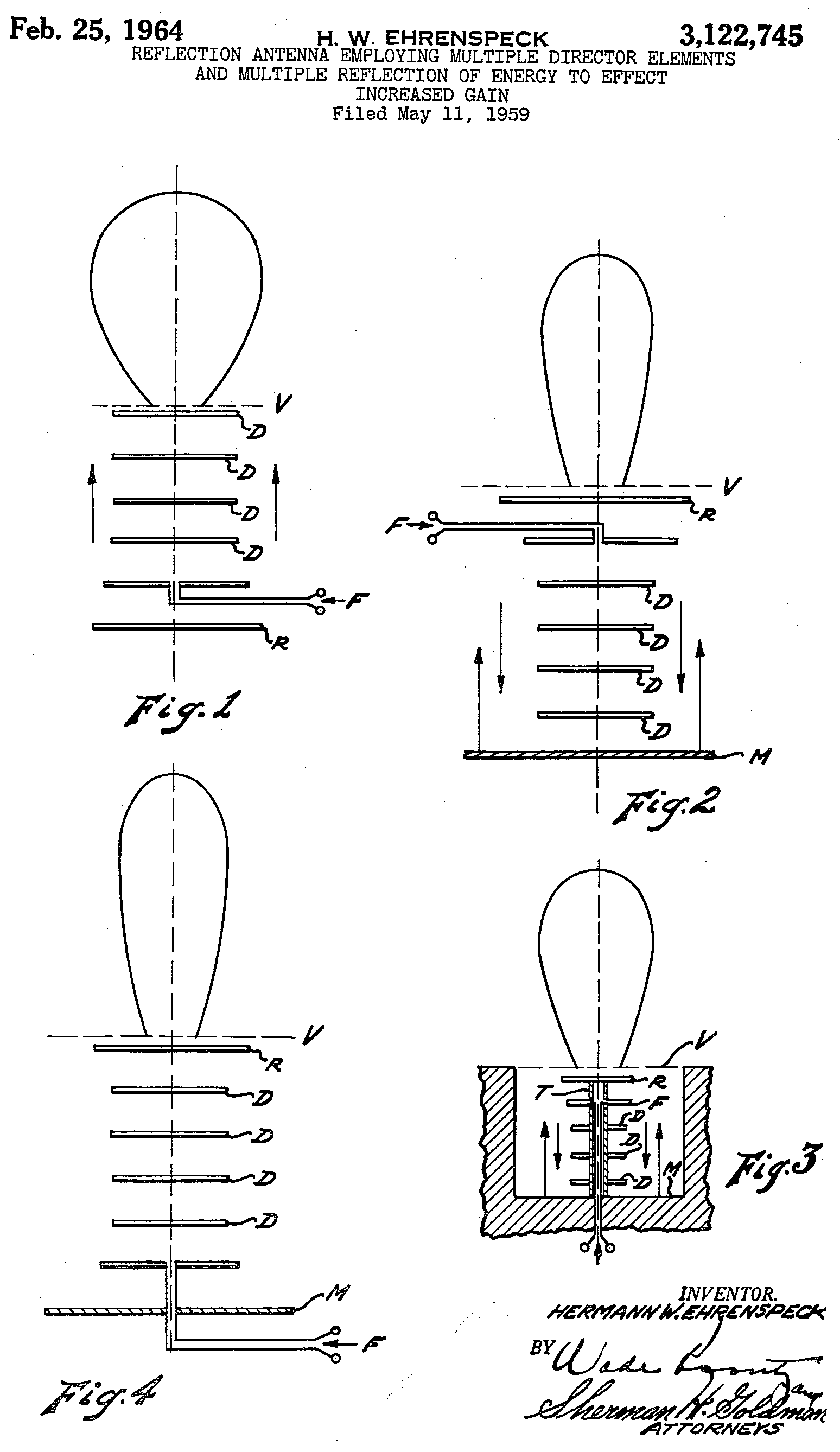
Antennendiagramm und Aufbau der Backfire-Antenne, aus der Patentschrift von Ehrenspeck

Eine Backfire-Antenne (abgekürzt auch BA, BF, BFA, LBA, LBF, LBFA, back-fire und long back-fire) ist eine Richtantenne, welche im Frequenzbereich von ca. 100 MHz bis ca. 3 GHz als Sende- und Empfangsantenne dient. Sie zählt zu der Gruppe der Yagi-Uda-Antennen und wurde Ende der 1950er-Jahre von Hermann W. Ehrenspeck erstmals beschrieben.

## Aufbau und Beschreibung
Die Backfire-Antenne ist eine Kombination aus einer Yagi-Uda-Antenne mit einer Reflektorwand. Von der Backfire-Antenne gibt es zwei Ausführungen: Neben der hier beschriebenen langen Backfire-Antenne, englisch Long Backfire, welche mehrere Wellenlängen λ lang ist, auch die Short-Backfire-Antenne. Der Antennengewinn ist eine Funktion der großen Reflektorfläche und der Länge der Antenne. Mit der „Long Backfire“ sind Gewinne bis ca. 25 dBi erreichbar, bei einem Stehwellenverhältnis von ca. 30 dB.
Die Wirkungsweise der Antenne lässt sich für den Sendefall leicht erklären: Die vom gespeisten Element ausgehende Strahlung wird, mit Unterstützung des Hilfsreflektors, über das Wellenleitersystem der Direktoren zu der  großflächigen Backfire-Reflexionswand geführt. Nach der Reflexion durchläuft die Strahlung deshalb die Yagi-Uda-Struktur ein zweites Mal in umgekehrter Richtung und wird als gebündelte Strahlung in den freien Raum emittiert. 
Eine Backfire-Antenne hat ungefähr die gleichen Kenndaten wie eine Lang-Yagi-Uda-Antenne mit der doppelten Länge. Der Yagi-Uda-Abschnitt hat beispielsweise eine Länge von ca. 1,5 λ; die Antenne entspricht deshalb hinsichtlich ihrer charakteristischen Strahlungseigenschaften einer Lang-Yagi-Uda von ca. 3 λ Länge und einer doppelten Elementeanzahl.
Bei einer Yagi-Uda-Antenne bewirkt eine Verdoppelung der Antennenlänge und der Elementezahl einen Anstieg des Antennengewinns um ca. 2,5 dB. Die relativ große Backfire-Wand als Reflexionsfläche bewirkt einen Gewinnzuwachs von ca. 4 dB bis 6 dB, bezogen auf eine gleich lange Yagi-Uda-Antenne ohne Backfire-Wand. 
Die Größe der Reflexionsfläche beeinflusst signifikant den Antennengewinn. Dabei gilt allgemein die Regel: Die Backfire-Reflexionswand soll umso größer sein, je länger die verwendete Yagi-Uda-Struktur ist.
Eine ohne Reflektorwand optimal bemessene Yagi-Uda-Antenne verändert ihre Resonanzeigenschaften stark, wenn sie mit der Backfire-Reflexionsfläche verbunden wird. Bei der Entwicklung der Short-Backfire-Antenne wurde deutlich, dass mit relativ kurzen Antennenlängen große Maximalgewinne erreicht werden können.
Um wieder den maximalen Antennengewinn zu erhalten, können die Elementabstände beibehalten werden; allerdings müssen alle Elementlängen verändert werden. Als Näherungsregel gilt dabei: Das gespeiste Element muss verlängert werden, ebenso müssen die Reflektoren vergrößert werden. Die Direktoren dagegen müssen verkürzt werden.
Backfire-Antennen für den Empfang der Fernsehbänder IV/V wurden von der Industrie entwickelt.